# Jokisaari (ö i Finland, Mellersta Finland)
Jokisaari är en ö i Finland. Den ligger i vattendraget Heinäjoki och i kommunen Pihtipudas i den ekonomiska regionen  Saarijärvi-Viitasaari och landskapet Mellersta Finland, i den centrala delen av landet, 400 km norr om huvudstaden Helsingfors. Öns area är 13 hektar och dess största längd är 0,6 kilometer i öst-västlig riktning.